# Gu Siyu
Gu Siyu (née le 11 février 1993) est une athlète chinoise, spécialiste du lancer du poids et du lancer du disque. 

## Biographie

### Palmarès
| Date | Compétition                    | Lieu      | Résultat | Épreuve          | Performance |
| ---- | ------------------------------ | --------- | -------- | ---------------- | ----------- |
| 2010 | Championnats d'Asie juniors    | Hanoï     | 1re      | Lancer du poids  | 15,47 m     |
| 2010 | Championnats d'Asie juniors    | Hanoï     | 1re      | Lancer du disque | 52,52 m     |
| 2010 | Jeux olympiques de la jeunesse | Singapour | 2e       | Lancer du poids  | 15,49 m     |
| 2012 | Championnats du monde juniors  | Barcelone | 5e       | Lancer du disque | 55,78 m     |

### Records
| Épreuve          | Épreuve          | Performance | Lieu      | Date            |
| ---------------- | ---------------- | ----------- | --------- | --------------- |
| Lancer du poids  | En plein air     | 16,59 m     | Nanchang  | 20 octobre 2011 |
| Lancer du poids  | En salle         | 16,34 m     | Nankin    | 13 février 2010 |
| Lancer du disque | Lancer du disque | 67,86 m     | Wiesbaden | 19 mai 2013     |